# Marion (Massachusetts)
Pour les articles homonymes, voir Marion.
Marion est une ville du Comté de Plymouth dans l’État du Massachusetts.
Elle a été incorporée en 1852.
Sa population était de 5 347 habitants en 2020.